# نیو-فنپ
نیو-فنپ (به هلندی: Nieuw-Vennep) یک منطقهٔ مسکونی در هلند است که در هارلمرمیر واقع شده‌است. نیو-فنپ ۳۱٬۳۰۰ نفر جمعیت دارد.